# Internationale Tourenwagen-Rennen
A Internationale Tourenwagen-Rennen e. V. (ITR), é uma associação alemã detentora e promotora da marca DTM.
A associação está sediada em Wiesbaden, e é responsável pela organização das corridas e do marketing da DTM, além de ter desenvolvido em conjunto com a Deutscher Motor Sport Bund os seus regulamentos, tendo como presidente Hans-Werner Aufrecht o fundador da AMG.
A ITR também é responsável pelo marketing do Campeonato Europeu de Fórmula 3 da FIA.